# 201 Meksykański Dywizjon Myśliwski

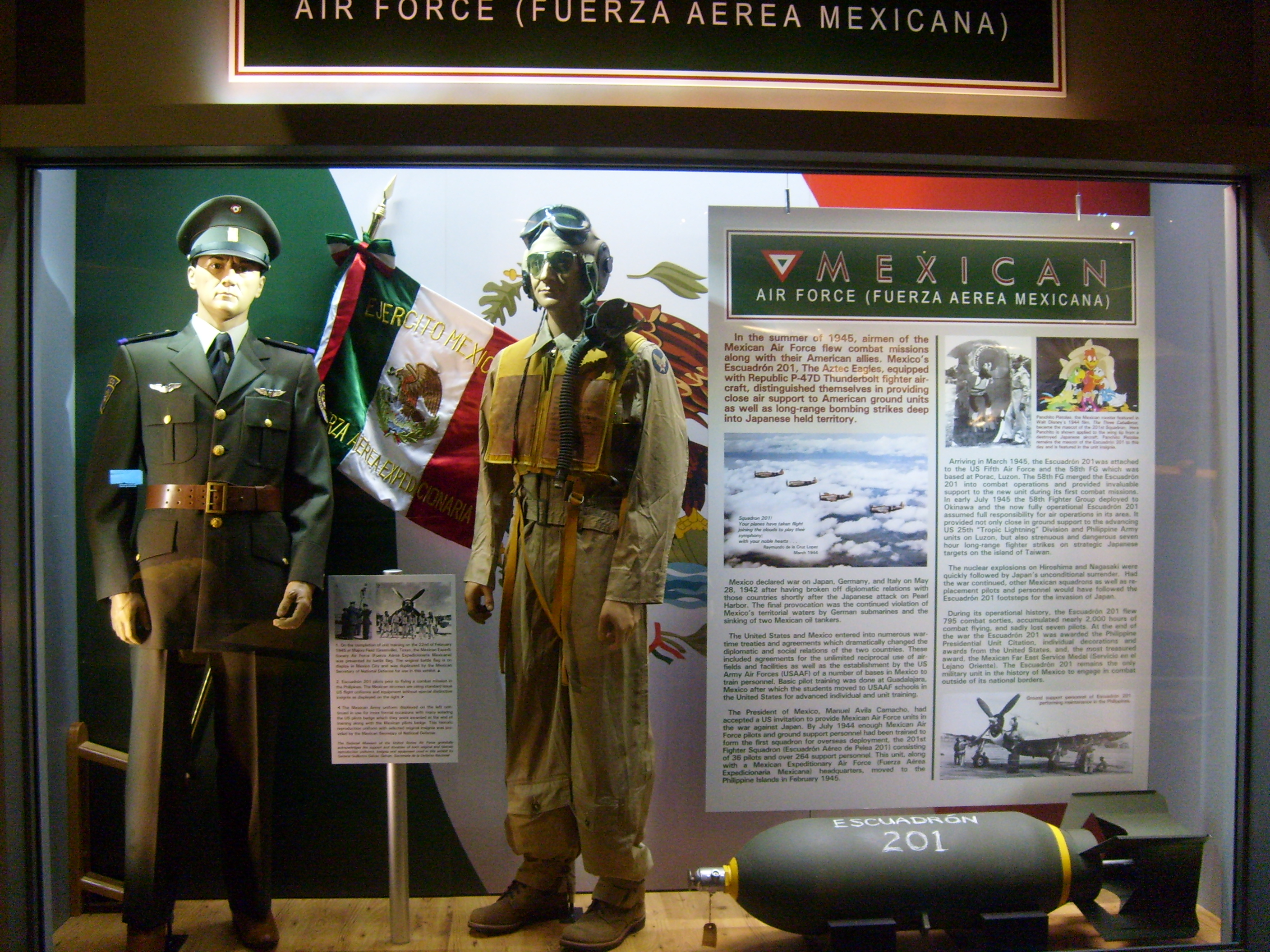
Wystawa poświęcona 201 Dywizjonowi w National Museum of the United States Air Force

201 Meksykański Dywizjon Myśliwski (ang. 201st Mexican Fighter Squadron, hiszp. Escuadrón Aéreo de Pelea 201) – meksykańska ekspedycyjna jednostka lotnicza walcząca u boku Amerykanów na Pacyfiku i Dalekim Wschodzie podczas II wojny światowej, potocznie zwana „Azteckimi Orłami” (Aztec Eagles).

## Geneza
Po zatopieniu przez niemieckie U-Booty dwóch meksykańskich statków prezydent Meksyku Manuel Avila Camacho podpisał 1 czerwca 1942 r. deklarację wojny z Niemcami, Włochami i Japonią. Meksykańskie lotnictwo rozpoczęło loty patrolowe wzdłuż karaibskiego i atlantyckiego wybrzeża kraju w poszukiwaniu nieprzyjacielskich okrętów podwodnych. W kwietniu 1943 r. prezydent USA Franklin Delano Roosevelt spotkał się w Monterrey w Meksyku z M. A. Camacho w celu uzgodnienia aktywnego zaangażowania się Meksyku w działania wojenne. W rezultacie zdecydowano o powołaniu Fuerza Aérea Expedicionaria Mexicana (FAEM), czyli ekspedycyjnych meksykańskich sił lotniczych. Składały się one z 201 Dywizjonu i personelu pomocniczego. Liczyły ok. 300 ludzi, w tym 38 doświadczonych pilotów. Jeszcze w 1943 r. pierwszych siedmiu meksykańskich pilotów rozpoczęło 8-miesięczne przeszkolenie bombowe w amerykańskiej bazie lotniczej NAS North Island. 29 grudnia meksykański senat zadecydował o wysłaniu FAEM. Na ich czele stanął płk Antonio Cardenas Rodriguez, zaś dowódcą 201 Dywizjonu został kpt. Radames Graxiola Andrade. Z powodu braków kadrowych w lotnictwie meksykańskim, zwłaszcza wśród instruktorów, większość szkolenia odbywała się w USA. Piloci trafili do bazy lotniczej Foster Field w Victorii w Teksasie, gdzie przeszli przeszkolenie na samolotach szkolnych AT-6, a następnie Curtiss P-40. Mechanicy szkolili się w zakładach Republic Aviation w Farmingdale w stanie Nowy Jork.
Następnie 201 Dywizjon trafił do Pocatello w Idaho, gdzie został przeorganizowany, wyposażony i przetrenowany na samolotach myśliwskich P-47 Thunderbolt. Dalej szkolił się w Teksasie w bazie Majors Field w Greenville (nocne loty i akrobacje), Amarillo (strzelania do celów naziemnych) i Brownsville (strzelania powietrzne). Podczas tych szkoleń zginęło 2 pilotów. Ostatecznie całość FAEM na początku 1945 r. została przeniesiona do bazy Camp Stoneman koło San Francisco, gdzie 8 kwietnia została zaokrętowana. Obydwa rządy zdecydowały, że 201 Dywizjon powinien wejść w skład United States Army Air Forces i podlegać amerykańskiemu dowództwu, a samoloty nosić oznaczenia USAF. Natomiast meksykańskie barwy i symbole występowały na skrzydłach i pionowym stateczniku. 30 kwietnia Meksykanie przybyli do Manili na Filipinach, rozpoczynając swój szlak bojowy.

## Walki na Pacyfiku i Dalekim Wschodzie

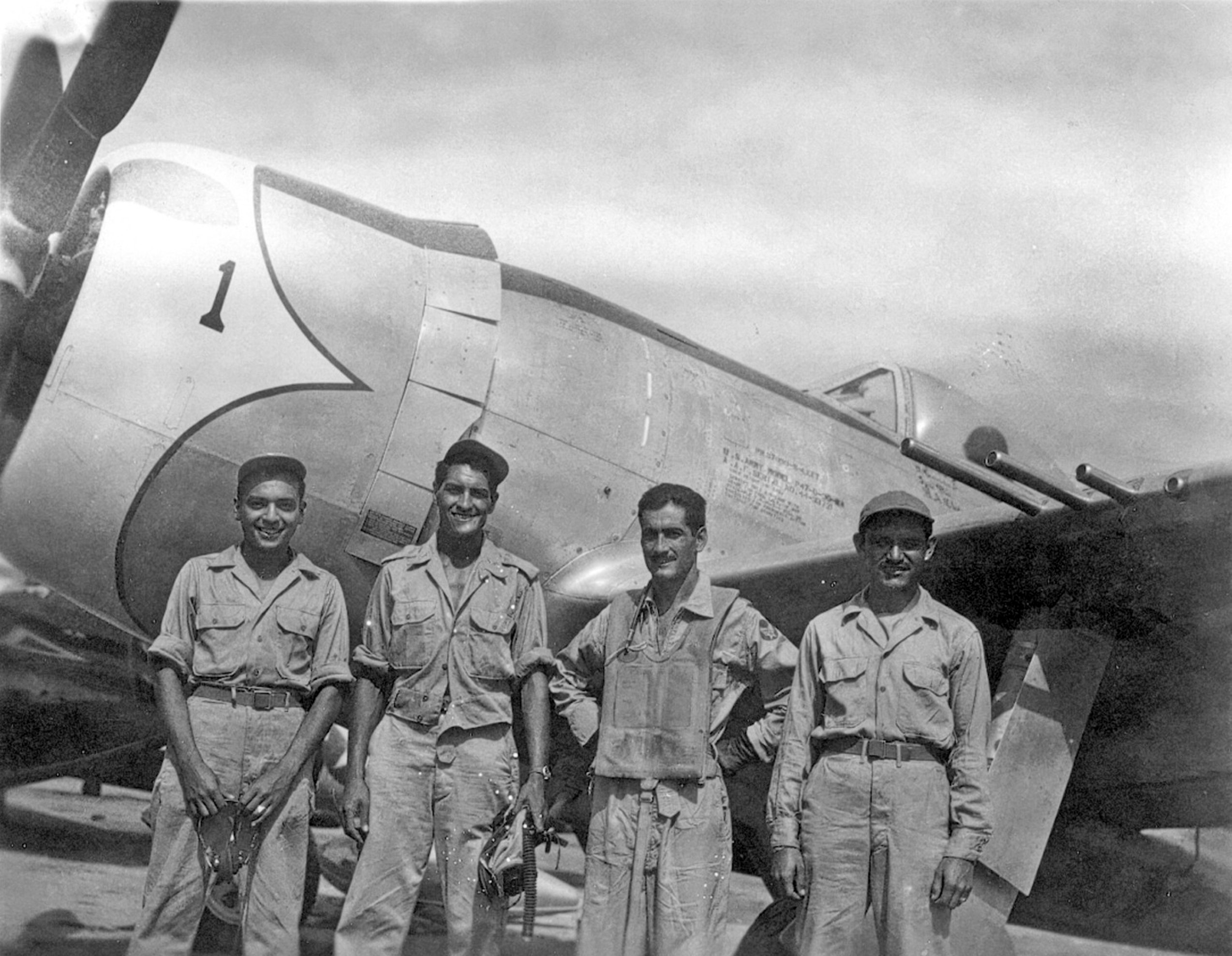
Kpt. Andrade z 201 Dywizjonu stoi przed swoim P-47D z zespołem mechaników-inżynierów po powrocie z misji bojowej nad Luzonem

201 Dywizjon został podzielony na cztery eskadry (A, B, C i D). Przydzielono go do 58 Grupy Bojowej w 5 Dowództwie Lotniczym i wyposażono w samoloty P-47 Thunderbolt. W maju rozpoczął loty bojowe, wspierając bezpośrednio amerykańską 25 Dywizję Piechoty podczas walk w północnej części Luzonu. Pierwszym pilotem zestrzelonym przez Japończyków (obrona przeciwlotnicza) był por. Carlos Garduño. Na początku lipca 201 Dywizjon został przeniesiony do bazy Clark Field i rozpoczął długodystansowe misje uderzeniowe na Formozę. Były to bardzo wyczerpujące i niebezpieczne loty. W sierpniu wykonywał głównie bombardowania portu Karenko na Formozie. Przygotowywał się wówczas do wspierania planowanej inwazji amerykańskiej na Wyspy Japońskie, do czego jednak nie doszło po zrzuceniu bomb atomowych na Hiroszimę i Nagasaki. Podczas całej swojej działalności bojowej 201 Dywizjon przeprowadził 785 lotów, zrzucając 1497 ton bomb i wystrzeliwując ponad 166 tys. pocisków. Żaden z jego pilotów nie poległ w walce, czterech zginęło w wypadkach.
Misje przeprowadzone przez 201 Dywizjon:
- 53 misje bezpośredniego wsparcia amerykańskich oddziałów na Luzonie,
- 37 misji treningowych w lipcu 1944 r., w tym transportowanie nowych samolotów z wyspy Biak,
- 4 misje uderzeniowe na Formozę,
- 1 misja bombowa na port Karenko (Hualian) na Formozie,
- 1 misja eskortowa konwoju amerykańskiego na północ od Filipin[7].

## Epilog

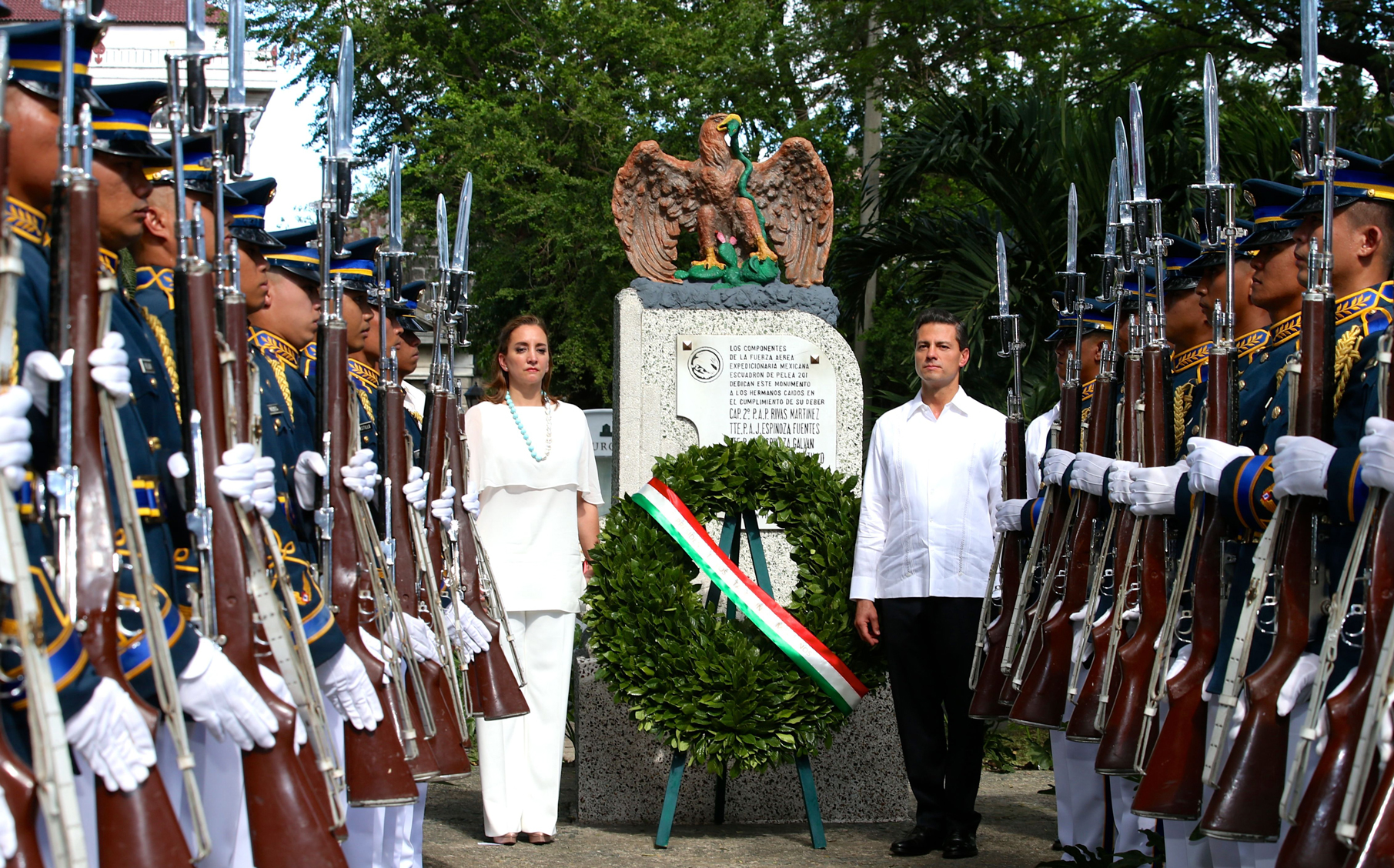
Prezydent Meksyku Enrique Peña Nieto i minister spraw zagranicznych Claudia Ruiz Massieu Salinas oddają hołd meksykańskim lotnikom pod ich pomnikiem w Manili, stolicy Filipin

23 października FAEM został zaokrętowany w Manili i powrócił 13 listopada do San Pedro w Kalifornii, zaś kilka dni później do Meksyku. 20 listopada miała miejsce w mieście Meksyk uroczysta parada przed prezydentem M. A. Camacho. Wszyscy piloci zostali udekorowani medalami i uhonorowani jak bohaterowie wojenni. Później otrzymali oni także odznaczenia amerykańskie, w tym płk A. C. Rodrigues i kpt. R. Gaxiola – Legion of Merit.
Cały dywizjon został odznaczony 22 listopada 2004 r. Filipińską Legią Honorową, jako jedyna jednostka uhonorowana w ten sposób.
Obecnie w mieście Meksyk znajduje się Tribuna Monumental, pomnik poświęcony pilotom 201 Dywizjonu, przed którym corocznie 18 listopada odbywają się oficjalne uroczystości organizowane przez rząd i meksykańskie siły lotnicze. W kilku bazach lotniczych i miastach są pomniki upamiętniające dywizjon.
W meksykańskich siłach lotniczych istnieje do tej pory 201 Dywizjon, stacjonujący w bazie Cozumel w Quintana Roo, który lata na samolotach Pilatus PC-7.